# Ходжай
Ходжай е град и община в окръг Ходжай в индийския щат Асам.

## География
Ходжай има средна надморска височина 59 метра.

## История
Ходжай е бил част от кралството Димаса Качари през средновековието. Жителите от Димаса Качари, живеещи в Ходжай, са познати като „Ходжай-Качари“. Вероятно градът е получил името си от един от кланове на племето Dimasa.
На индийското преброяване от 2011 г., Ходжай има население от 36 638, 18 762 мъже и 17 876 жени. Общият брой на грамотните в Ходжай е 29 708 или 81,1% от населението. Населението на племената е 3355 души. Ходжай има 7049 домакинства.

### Етимология
„Ходжай“ означава свещеник на езика димаса.

## Население

### Език
|  |  |  |

Население на Ходжай

### Религия
| Религии в град Ходжай | Религии в град Ходжай | Религии в град Ходжай | Религии в град Ходжай  | Религии в град Ходжай |
| --------------------- | --------------------- | --------------------- | ---------------------- | --------------------- |
| Религия               |                       |                       | Процент от населението |                       |
| Индуизъм              | Индуизъм              |                       | 81.11%                 | 81.11%                |
| Ислям                 | Ислям                 |                       | 18.28%                 | 18.28%                |
| Други                 | Други                 |                       | 0.61%                  | 0.61%                 |

## Списък на образователните институти в Ходжай
- Университет Рабиндранат Тагор
- Гимназия Дон Боско
- Дешабандху Бидяпит HS гимназия
- Аджмал колеж по изкуства и наука
- Академия Марказ
- Колеж Санкърдев младши
- Английска гимназия East Point
- Английско средно училище Zenith

Ходжай има две болници. Гражданската болница Ходжай е правителствена болница, Мемориална болница Хаджи Абдул Маджид (HAMM) и изследователският център с 200 легла, открит през 1995 г. от Майка Тереза. Предлага безплатно лечение за бедните. Болницата разполага с операционна зала и дентална клиника, като нейният благотворителен диспансер, създаден през 1986 г., лекува над десет пациенти безплатно всеки ден.

## Транспорт

### Път
Държавните пътища свързват Ходжай с останалата част от щата Асам. Най-близката национална магистрала е NH54. Автобусите свързват Ходжай с останалата част от Асам и другите щати.
- Коридор изток-запад е четирилентов път през окръг Ходжай
- Новопостроена жп гара Ходжай, подобна на летище

### Летище
Най-близкото летище е летище Teзпур, на около 120 км. Най-близкото международно летище е в Гувахати, на около 190 км.